# Major Lazer
Major Lazer is een project van de Amerikaanse dj en producent Diplo. Tot eind 2011 was ook de Britse dj Switch betrokken bij het project, en sindsdien hebben ook Jillionaire en Walshy Fire meegewerkt aan de productie en optredens. De leden van Major Lazer hebben samengewerkt met veel verschillende bekende artiesten, onder wie Beyoncé, Bruno Mars, Rita Ora, The Partysquad, Justin Bieber, MØ, PARTYNEXTDOOR, Nicki Minaj, Wizkid, Dua Lipa, DJ Snake, Ellie Goulding, Anitta, Ariana Grande, Labrinth en Sia. Major Lazer werd in 2012 bekend in Nederland met het nummer "Get Free", dat in de Top 40 de achtste plek behaalde.
In 2013 kwam het tweede album Free the Universe uit, wat tot nu toe de zeventiende plaats behaalde in de Album Top 100. Hier staat het nummer "Watch Out for This (Bumaye)" op, wat een grote hit werd in Nederland en België.
In 2015 scoorde Major Lazer in Nederland een nummer 1-hit met het nummer "Lean On", in samenwerking met DJ Snake en MØ. Dit werd een groot succes en werd in Nederland de hit van het jaar 2015. Vlak daarna kwam hun derde album uit, getiteld Peace Is the Mission. Hierna kwam een remix van "Light It Up" uit, waarmee ze hun vierde top 10-hit scoorden in Nederland. Ook hebben ze een grote hit met "Cold Water" gescoord in 2016, in samenwerking met de Canadese zanger Justin Bieber. Ook dit nummer haalde de eerste plaats.

## Discografie

### Albums
| Album met eventuele hitnotering(en) in de Nederlandse Album Top 100 | Datum van verschijnen | Datum van binnenkomst | Hoogste positie | Aantal weken | Opmerkingen |
| ------------------------------------------------------------------- | --------------------- | --------------------- | --------------- | ------------ | ----------- |
| Guns Don't Kill People...Lazers Do                                  | 2009                  | 16-06-2009            |                 |              |             |
| Free the Universe                                                   | 2013                  | 20-04-2013            | 17              | 19           |             |
| Peace is the Mission                                                | 2015                  | 06-06-2015            | 13              | 20           |             |

### Singles
| Single met eventuele hitnotering(en) in de Nederlandse Top 40 | Datum van verschijnen | Datum van binnenkomst | Hoogste positie | Aantal weken | Opmerkingen                                                                                           |
| ------------------------------------------------------------- | --------------------- | --------------------- | --------------- | ------------ | --- |
| Original Don                                                  | 2011                  | -                     |                 |              | met The Partysquad / Nr. 98 in de Single Top 100                                                      |
| Get Free                                                      | 2012                  | 07-07-2012            | 8               | 16           | met Amber Coffman / Nr. 7 in de Single Top 100                                                        |
| Watch Out for This (Bumaye)                                   | 2013                  | 30-03-2013            | 6               | 21           | met Busy Signal, The Flexican & FS Green / Nr. 7 in de Single Top 100                                 |
| Bubble Butt                                                   | 2013                  | 22-06-2013            | tip2            | -            | met Bruno Mars, Tyga & Mystic / Nr. 65 in de Single Top 100                                           |
| Come On to Me                                                 | 2014                  | 22-03-2014            | tip2            | -            | met Sean Paul / Nr. 60 in de Single Top 100                                                           |
| Lean On                                                       | 2015                  | 21-03-2015            | 1(4wk)          | 33           | met DJ Snake & MØ / Nr. 1 in de Single Top 100 / Hit van het jaar 2015 / Succesvolste Dancesmash ooit |
| Powerful                                                      | 2015                  | 22-08-2015            | 31              | 3            | met Ellie Goulding & Tarrus Riley / Nr. 92 in de Single Top 100                                       |
| Light It Up                                                   | 2015                  | 19-12-2015            | 2               | 25           | met Nyla & Fuse ODG / Nr. 52 in de Single Top 100                                                     |
| Boom                                                          | 2016                  | 28-05-2016            | 33              | 4            | met MOTi, Ty Dolla Sign, Wizkid & Kranium / Nr. 87 in de Single Top 100                               |
| Cold Water                                                    | 2016                  | 23-07-2016            | 1(6wk)          | 23           | met Justin Bieber & MØ / Nr. 1 in de Single Top 100 / Alarmschijf                                     |
| Believer                                                      | 2016                  | 08-10-2016            | 23              | 12           | met Showtek / Nr. 84 in de Single Top 100                                                             |
| Run Up                                                        | 2017                  | 18-02-2017            | 16              | 9            | met Partynextdoor & Nicki Minaj / Nr. 37 in de Single Top 100                                         |
| Know No Better                                                | 2017                  | 17-06-2017            | 16              | 19           | met Quavo, Travis Scott & Camila Cabello / Nr. 54 in de Single Top 100                                |
| Let Me Live                                                   | 2018                  | 07-07-2018            | 28              | 6            | met Rudimental, Anne-Marie & Mr. Eazi / Alarmschijf                                                   |
| Que Calor                                                     | 2019                  | 21-09-2019            | tip4            | -            | met J Balvin & El Alfa                                                                                |
| Lay Your Head on Me                                           | 2020                  | 18-04-2020            | 30              | 3            | met Marcus Mumford                                                                                    |
| Hell and High Water                                           | 2020                  | 05-12-2020            | tip13           |              | met Alessia Cara                                                                                      |
| Titans                                                        | 2021                  | 27-03-2021            | tip19           | 4            | met Sia en Labrinth                                                                                   |

| Single met hitnotering(en) in de Vlaamse Ultratop 50 | Datum van verschijnen | Datum van binnenkomst | Hoogste positie | Aantal weken | Opmerkingen                                                  |
| ---------------------------------------------------- | --------------------- | --------------------- | --------------- | ------------ | ------------------------------------------------------------ |
| Get Free                                             | 2012                  | 02-06-2012            | 3               | 22           | met Amber Coffman                                            |
| Jah No Partial                                       | 2012                  | 10-11-2012            | tip59           | -            | met Flux Pavillion                                           |
| Watch Out for This (Bumaye)                          | 2013                  | 23-03-2013            | 5               | 27           | met Busy Signal, The Flexican & FS Green / Platina           |
| Bubble Butt                                          | 2013                  | 29-06-2013            | 24              | 10           | met Bruno Mars, Tyga & Mystic                                |
| Scare Me                                             | 2013                  | 12-10-2013            | tip89           | -            | met Peaches & Timberlee                                      |
| Keep Cool (Life Is What)                             | 2013                  | 21-12-2013            | tip38           | -            | met Shaggy & Wynter Gordon                                   |
| Aerosol can                                          | 2014                  | 01-03-2014            | tip32           | -            | met Pharrell Williams                                        |
| Come On to Me                                        | 2014                  | 17-05-2014            | tip10           | -            | met Sean Paul                                                |
| We Make It Bounce                                    | 2014                  | 15-11-2014            | tip68           | -            | met Dillon Francis & Stylo G                                 |
| All My Love                                          | 2014                  | 17-01-2015            | tip35           | -            | met Ariana Grande                                            |
| Lean On                                              | 2015                  | 14-03-2015            | 2               | 33           | met DJ Snake & MØ / 2x Platina                               |
| Powerful                                             | 2015                  | 11-07-2015            | 30              | 10           | met Ellie Goulding & Tarrus Riley                            |
| Light It Up                                          | 2015                  | 05-12-2015            | 4               | 31           | met Nyla & Fuse ODG / 2x Platina                             |
| Who Am I                                             | 2016                  | 20-06-2016            | tip             | -            | met Katy B & Craig David                                     |
| Boom                                                 | 2016                  | 23-07-2016            | 48              | 2            | met MOTi, Ty Dolla $ign, Wizkid & Kranium                    |
| Cold Water                                           | 2016                  | 23-07-2016            | 4               | 16           | met Justin Bieber & MØ / Goud                                |
| Believer                                             | 2016                  | 15-10-2016            | tip16           | -            | met Showtek                                                  |
| Run Up                                               | 2017                  | 04-02-2017            | 31              | 12           | met Partynextdoor & Nicki Minaj                              |
| My Love                                              | 2017                  | 20-05-2017            | tip16           | -            | met Wale & Dua Lipa                                          |
| Know No Better                                       | 2017                  | 17-06-2017            | 37              | 11           | met Quavo, Travis Scott & Camila Cabello / Goud              |
| Particula                                            | 2017                  | 28-10-2017            | tip24           | -            | met DJ Maphorisa, Nasty C, Ice Prince, Patoranking & Jidenna |
| Jump                                                 | 2017                  | 16-12-2017            | tip             | -            | met Busy Signal                                              |
| Miss You                                             | 2018                  | 03-02-2018            | tip15           | -            | met Cashmere Cat en Tory Lanez                               |
| Tip Pon It                                           | 2018                  | 28-04-2018            | tip             | -            | met Sean Paul                                                |
| Let Me Live                                          | 2018                  | 23-06-2018            | 16              | 18           | met Rudimental, Anne-Marie & Mr. Eazi / Alarmschijf          |
| All My Life                                          | 2018                  | 29-09-2018            | tip             | -            | met Burna Boy                                                |
| Blow That Smoke                                      | 2018                  | 24-11-2018            | tip             | -            | met Tove Lo                                                  |
| Can't Take It from Me                                | 2019                  | 25-05-2019            | tip             | -            | met Skip Marley                                              |
| Make It Hot                                          | 2019                  | 03-08-2019            | tip             | -            | met Anitta                                                   |
| Que Calor                                            | 2019                  | 21-09-2019            | tip11           | -            | met J Balvin & El Alfa                                       |
| Trigger                                              | 2019                  | 02-11-2019            | tip             | -            | met Khalid                                                   |
| Lay Your Head on Me                                  | 2020                  | 30-05-2020            | 43              | 4            | met Marcus Mumford                                           |
| Already                                              | 2020                  | 08-08-2020            | tip             | -            | met Beyoncé & Shatta Wale                                    |
| Hell and High Water                                  | 2020                  | 05-12-2020            | tip             | -            | met Alessia Cara                                             |
| Titans                                               | 2021                  | 29-05-2021            | tip             | -            | met Sia & Labrinth                                           |

### NPO Radio 2 Top 2000
Van Major Lazer stond alleen Lean On (met DJ Snake & MØ) in 2016 in de NPO Radio 2 Top 2000, op plek 1443.